# 24847 Polesný
(24847) Polesný, denumire internațională (24847) Polesny, este un asteroid din centura principală de asteroizi.

## Descriere
24847 Polesný este un asteroid din centura principală de asteroizi. A fost descoperit pe 26 noiembrie 1995 la Observatorul Kleť par l'Observatorul Kleť. Asteroidul prezintă o orbită caracterizată de o semiaxă mare de 2,40 ua, o excentricitate de 0,21 și o înclinație de 2,2° în raport cu ecliptica.